# Confins
Confins är en kommun i Brasilien.   Den ligger i delstaten Minas Gerais, i den sydöstra delen av landet, 600 km sydost om huvudstaden Brasília. Antalet invånare är 5 943.
Runt Confins är det i huvudsak tätbebyggt. Runt Confins är det mycket tätbefolkat, med 3 895 invånare per kvadratkilometer.